# Niels Torre
Niels Alexander Torre (* 3. September 1999 in Volterra) ist ein italienischer Ruderer. 2022 wurde er Weltmeister und Europameister im Leichtgewichts-Doppelvierer.

## Karriere
Niels Torre begann 2010 mit dem Rudersport und belegte 2017 den 16. Platz bei den Junioren-Weltmeisterschaften im Einer. Bei den U23-Weltmeisterschaften 2018 gewann er zusammen mit Riccardo Italiano, Lorenzo Fontana und Neri Muccini den Titel im Leichtgewichts-Doppelvierer. Ein Jahr später gab er sein Debüt im Weltcup beim zweiten Weltcup der Saison 2019 in Posen. Gemeinsam mit Alfonso Scalzone, Catello Amarante und Gabriel Soares gewann er die Goldmedaille im Leichtgewichts-Doppelvierer. Anschließend wechselte er mit Giuseppe Di Mare in den Leichtgewichts-Doppelzweier. Die beiden gewannen die Silbermedaille bei den U23-Weltmeisterschaften hinter dem deutschen Boot. Zum Abschluss der Saison fuhr er als Ersatzmann mit zur Weltmeisterschaft in Linz/Ottensheim, kam dort aber nicht zum Einsatz.
Nachdem 2020 der Großteil der Saison abgesagt wurde, konnte er im September den Titel bei den U23-Europameisterschaften im Leichtgewichts-Einer gewinnen. Anschließend startete er auch bei den Europameisterschaften im Leichtgewichts-Einer, wo er die Silbermedaille hinter dem Norweger Kristoffer Brun gewann. 2021 startete er im heimischen Varese bei den Europameisterschaften. Gemeinsam mit Martino Goretti, Antonio Vicino und Patrick Rocek konnte er den Titel im Leichtgewichts-Doppelvierer gewinnen. Im Jahr darauf verteidigte die Crew ihren Titel bei den Europameisterschaften in München. Vier Wochen später siegten Antonio Vicino, Alessandro Benzoni, Niels Torre und Patrick Rocek bei den Weltmeisterschaften in Račice u Štětí. 2023 trat Torre wieder im Leichtgewichts-Einer an. Bei den Europameisterschaften in Bled wurde er Zweiter hinter dem Franzosen Hugo Beurey. Drei Monate später bei den Weltmeisterschaften in Belgrad gewann er Silber hinter dem Schweizer Andri Struzina.

## Internationale Erfolge
- 2017: 16. Platz Junioren-Weltmeisterschaften im Einer
- 2018: Goldmedaille U23-Weltmeisterschaften im Leichtgewichts-Doppelvierer
- 2019: Silbermedaille U23-Weltmeisterschaften im Leichtgewichts-Doppelzweier
- 2020: Goldmedaille U23-Europameisterschaften im Leichtgewichts-Einer
- 2020: Silbermedaille Europameisterschaften im Leichtgewichts-Einer
- 2021: Goldmedaille Europameisterschaften im Leichtgewichts-Doppelvierer
- 2022: Goldmedaille Europameisterschaften im Leichtgewichts-Doppelvierer
- 2022: Goldmedaille Weltmeisterschaften im Leichtgewichts-Doppelvierer
- 2023: Silbermedaille Europameisterschaften im Leichtgewichts-Einer
- 2023: Silbermedaille Weltmeisterschaften im Leichtgewichts-Einer